# Adrara San Rocco
Adrara San Rocco là một đô thị ở tỉnh Bergamo ở vùng Lombardia của Ý, có vị trí cách khoảng 70 km về phía đông bắc của Milano và khoảng 25 km về phía đông của Bergamo. Tại thời điểm ngày 31 tháng 12 năm 2004, đô thị này có dân số 842 người và diện tích là 9,1 km².
Adrara San Rocco giáp các đô thị: Adrara San Martino, Fonteno, Monasterolo del Castello, Vigolo.